# Confide (гурт)
Confide — американський металкор-гурт з Анагайма, Каліфорнія, створений у 2004 році. Вони випустили два мініальбоми та три повноформатних альбоми. Незважаючи на те, що всі учасники грурту є відритими християнами, вони не увійшли на християнський ринок, оскільки гурт підписав контракт з світським лейблом.
Гурт гастролював по Сполучених Штатах після дебютного альбому Shout the Truth, а також гастролював Європою та Азією з пізнішими альбомами.
4 жовтня 2010 року фронтмен Росс Кеньон оголосив, що гурт розпадається після їхнього туру по Японії. Гурт відіграв прощальне шоу 7 листопада 2010 року в Помоні, Каліфорнія. Гурт тимчасово реформувався в серпні 2012 року, щоб видати третій повноформатний альбом під назвою All is Calm через Kickstarter. All is Calm був випущений 30 липня 2013 року, і був заброньований короткий тур для просування нової платівки. Незважаючи на те, що Confide заявили, що вони возз'єднаються назавжди, барабанщик Джоел Пайпер сказав, що є вони знову можуть грати разом у майбутньому, але не на постійній основі.
30 листопада 2018 року Confide виступав у The Glasshouse у Помоні, штат Каліфорнія, на честь 10-річчя Shout The Truth. Він включав склад з років виходу першого випуску альбому. У шоу також грали Secrets, Dayseeker, Noble і Rivals.
Після розпаду деякі учасники приєдналися до інших гуртів. Барабанщик Ерін Айлджей приєднався до Avenged Sevenfold у 2011 році.

## Історія

### 2004–2006: заснування та перші мініальбоми
Confide, заснований у серпні 2004 року Аароном Ван Зутфеном, Джейсоном Пікардом і Джошем Плешем, спочатку грав у жанрі дезкор. Вони шукали учасників серед друзів. Плеш дружив з Біллі Пруденом, тоді як Пруден і Зутфен знали Джеффа Гелберга. Ця п'ятірка увійшла до початкового складу Confide. У цей час вони випустили два мініальбоми: Innocence Surround та Introduction.
Наприкінці 2006 року вокаліст Джош Плеш залишив гурт, і його замінив Росс Майкл Кеньйон, який призупинив свій інший гурт Penknifelovelife. Кеньйон народився та виріс у Сполученому Королівстві та переїхав до Сполучених Штатів, щоб бути зі своєю дівчиною, і в той же час почав шукати в Інтернеті гурти, яким потрібен вокаліст. Після спілкування з Гелбергом Кеньон приєднався до Confide і переїхав до нього додому, де вони почали репетиції. Ця зміна в складі змусила гурт перейти до металкорового звучання; скидання майже всього впливу дез-металу.
У 2007 році Кеніон був змушений повернутися до Англії і знову почав грати в Penknifelovelife, цього разу взявши перерву в Confide. Після туру з And Their Eyes Were Bloodshot у Європі він заявив на Myspace свого гурту, що виходить зі складу назавжди на користь Confide. Penknifelovelife розпалися, а Confide почали записувати дебютний студійний альбом.

### 2006–2009: Підписання контракту з Science Records і дебютний альбом
Перший повноформатний компакт-диск Confide під назвою Shout the Truth вийшов 17 червня 2008 року на лейблі Science Records. Shout the Truth отримав неоднозначні відгуки. Altsounds назвали альбом його неоригінальним: «[В]есь компакт-диск дуже однаковий, і вони не створили нічого відмінного від того, що вже зробили багато інших гуртів, і просто дотримуються застарілого звуку». У 2008 році вони багато гастролювали на підтримку альбому. Порівняно з рецензією на компакт-диск, Altsounds схвалили їхні живі виступи: «Confide забезпечує живе шоу, яке викликає адреналін, яке не розчарує».

Невдовзі після виходу альбому Science Records була ліквідована материнською компанією Warner Bros. Records, а Confide залишився без лейбла, через що учасник-засновник Аарон Ван Зутфен і барабанщик Ерін Айлджей залишили гурт в січні 2009 року. У квітні 2009 року гурт підписав контракт з Tragic Hero Records, залучив колишнього учасника, барабанщика Джоела Пайпера, який також взяв на себе роль вокаліста, і гітариста Джошуа Пола, і почав виступати по всіх Сполучених Штатах у таких турах, як «Don't Take Your Guns to Tour», разом із гуртами Once Nothing, Here I Come Falling і In Fear and Faith. Після цього гурт виступив хедлайнером промо-туру разом із гуртами Which I am та Oceana.
25 липня 2009 року гурт оголосив, що збирається перевипустити альбом Shout the Truth. Перевидання містило дві бонусні пісні, одна з яких є кавером на пісню «Such Great Heights» від The Postal Service, і вийшло 8 вересня 2009 року.

### 2009–2010:Recover, скасовані тури та розпад
У січні 2010 року, перед тим, як розпочався процес запису другого альбому Confide, басист-засновник Біллі Пруден покинув гурт, щоб зайнятися іншими справами. У лютому вони завершили запис другого повноформатного студійного альбому. Альбом під назвою Recover вийшов 18 травня. 7 квітня Confide випустили пісню «When Heaven Is Silent» з нового альбому. 21 квітня випустили другу пісню «Now or Never». Разом з альбомом вони випустили другий повнометражний кліп. Вони планували вирушити в тур Band of Brothers.
Однак 28 вересня 2010 року Confide залишив турне Band of Brothers на одному з останніх концертів туру в Каліфорнії. Вони також знялись з  туру Monument Tour, хедлайнером якого були Miss May I. Басист Miss May I Раян Нефф підтвердив, що Confide розпалися, але пізніше пост був видалений. Джоел Пайпер також написав у своєму Твіттері: «Мій телефон і електронна пошта прямо зараз вибухають. Деякі з вас, хлопці, можуть знати, чому». Пізніше його  видалили. Miss May I продовжили розмову про їхній тур, оскільки The Word Alive також відмовився від туру Monument Tour. Вони заявили: «The Word Alive вирішили відправитися в тур з A Day to Remember замість Monument Tour, і Confide повідомили нам, що вони більше не будуть проводити тур, оскільки вони розпадаються. Вибачте всім, кого це розчарує, у нас немає жодної додаткової інформації щодо ситуації у гурті». Тоді було незрозуміло, що відбувається з гуртом. Гурт оновив офіційну сторінку у Facebook інформацією про свій тур у Японії 29 вересня.
4 жовтня 2010 року Confide офіційно оголосили про розпад. Вони заявили, що розпадаються після повернення з туру по Японії на початку жовтня. Гурт планував зіграти кілька прощальних концертів на Західному узбережжі. 7 листопада 2010 року відбувся останній концерт Confide у Glasshouse у Помоні, Каліфорнія. Подія була розпроданою, заповнивши зал на 800 осіб, де на розігріві грали місцеві гурти, з якими Confide ділилися сценою в інших місцях у Південній Каліфорнії. Після завершення шоу фани з усієї країни чекали на вулиці, щоб попрощатися та востаннє сфотографуватися з гуртом.

### 2012–2013: АльбомAll is Calm
Confide возз'єдналися для концерту на Playground Festival у Гідден-Веллі, Каліфорнія, 4 вересня 2011 року. Вокаліст Кеньйон повідомив на своїй сторінці в Twitter, що оголосить про сольний проєкт десь у 2012 році. Вокаліст та барабанщик Пайпер розпочав новий музичний проєкт із попмузикою та випустив мініальбом під назвою The Only One, незалежний реліз якого потрапив у топ-40 чарту Billboard Heatseekers Chart і №11 у чарті поп-альбомів iTunes. Потім пізніше вийшов повноформатний альбом Dying To Live. Він лише кілька разів виходив на сцену як сольний виконавець, оскільки займався продюсуванням інших артистів та гуртів. 31 серпня 2012 року Confide оголосили своє возз'єднання та запустили кампанію на Kickstarter. До 1 жовтня 2012 року гурту знадобилося 30 000 доларів на створення нового альбому. Станом на 4 вересня гурт досяг 30 000 доларів, необхідних для виробництва альбому. 30 вересня 2012 року Confide був успішно профінансований і отримав 38 709 доларів США як підтримку фанатів для проєкту альбому. Згідно зі сторінкою гурту на Kickstarter, альбом мав вийти на початку 2013 року. Confide виступав на кількох фестивалях, починаючи з фінансування альбому. 12 березня 2013 року гурт випустив сингл «Sooner or Later» з майбутнього альбому. 1 липня 2013 року Confide оголосили, що їхній новий альбом All is Calm завершено та вийде 30 липня 2013 року.

## Інші проєкти
Учасники Confide брали участь у багатьох інших гуртах і проєктах, зокрема Avenged Sevenfold і Of Mice & Men. Колишній барабанщик Ерін Айлджей приєднався до Avenged Sevenfold, а потім був звільнений з гурту, але в 2015 році приєднався до ню-метал-гурту Islander. Барабанщик Джоел Пайпер розпочав сольний проєкт після виходу з Of Mice & Men. Зараз Аарон Ван-Зутфен грає в метал-гурті Nekrogoblikon.

## Музичний стиль
Allmusic описує гурт як металкор, а також як « постгардкор з елементами CCM / електро / скримо-попу».[x]  HM описав їх «сумішшю скримо, яке металкор намагається тримати за щиколотку».

## Склад гурту
| Остаточний склад - Джефрі Гелберг – ритм-гітара, бек-вокал (2004–2010, 2012–2013) - Росс Майкл Кеньйон – вокал (2006–2010, 2012–2013) - Тревор Вікерс – бас (2010, 2012–2013) - Джоель Пайпер – ударні, чистий вокал (2009–2010, 2012–2013) - Джошуа Патрік Пол – соло-гітара (2009–2010, 2012–2013) | Колишні учасники - Джош Плеш – вокал (2004–2006) - Аарон Ван Зутфен – соло-гітара, чистий вокал, клавішні, програмування (2004–2009) - Вільям «Біллі» Пруден – бас (2004–2010) - Джейсон Пікард – ударні (2004–2005) - Джош Пентон – ударні (2005–2007) - Ерін Айлджей – ударні, програмування (2007–2009) |

## Дискографія
Альбоми
- Shout the Truth (Science, 2008)
- Recover (Tragic Hero, 2010)
- All Is Calm (самовипущений, 2013)

Мініальбоми
- Innocence Surround (випущено самостійно, 2005)
- Introduction (самовипущений, 2006)

Демо
- Demo (випущено самостійно, 2008)

### Сингли
- «Tighten It Up» (Tragic Hero, 2010)

## Музичні кліпи
| Рік  | Пісня                       | Режисер        | Альбом                        |
| ---- | --------------------------- | -------------- | ----------------------------- |
| 2007 | «Zeal» (не завершено)       | Райан Вілсон   | Demo 2008                     |
| 2008 | «If We Were a Sinking Ship» | Даніель Чеснат | Shout the Truth               |
| 2009 | «Such Great Heights»        | Даніель Чеснат | Shout the Truth (перевидання) |
| 2010 | «I Never Saw This Coming»   | Люк Рошельо    | Shout the Truth (перевидання) |
| 2010 | «The View From My Eyes»     | Джон Стоун     | Recover                       |